# Thoissia
Thoissia – miejscowość i gmina we Francji, w regionie Burgundia-Franche-Comté, w departamencie Jura.
Według danych na rok 1990 gminę zamieszkiwało 27 osób, a gęstość zaludnienia wynosiła 7 osób/km² (wśród 1786 gmin Franche-Comté Thoissia plasuje się na 715. miejscu pod względem liczby ludności, natomiast pod względem powierzchni na miejscu 895.).